# Wexford Festival Opera

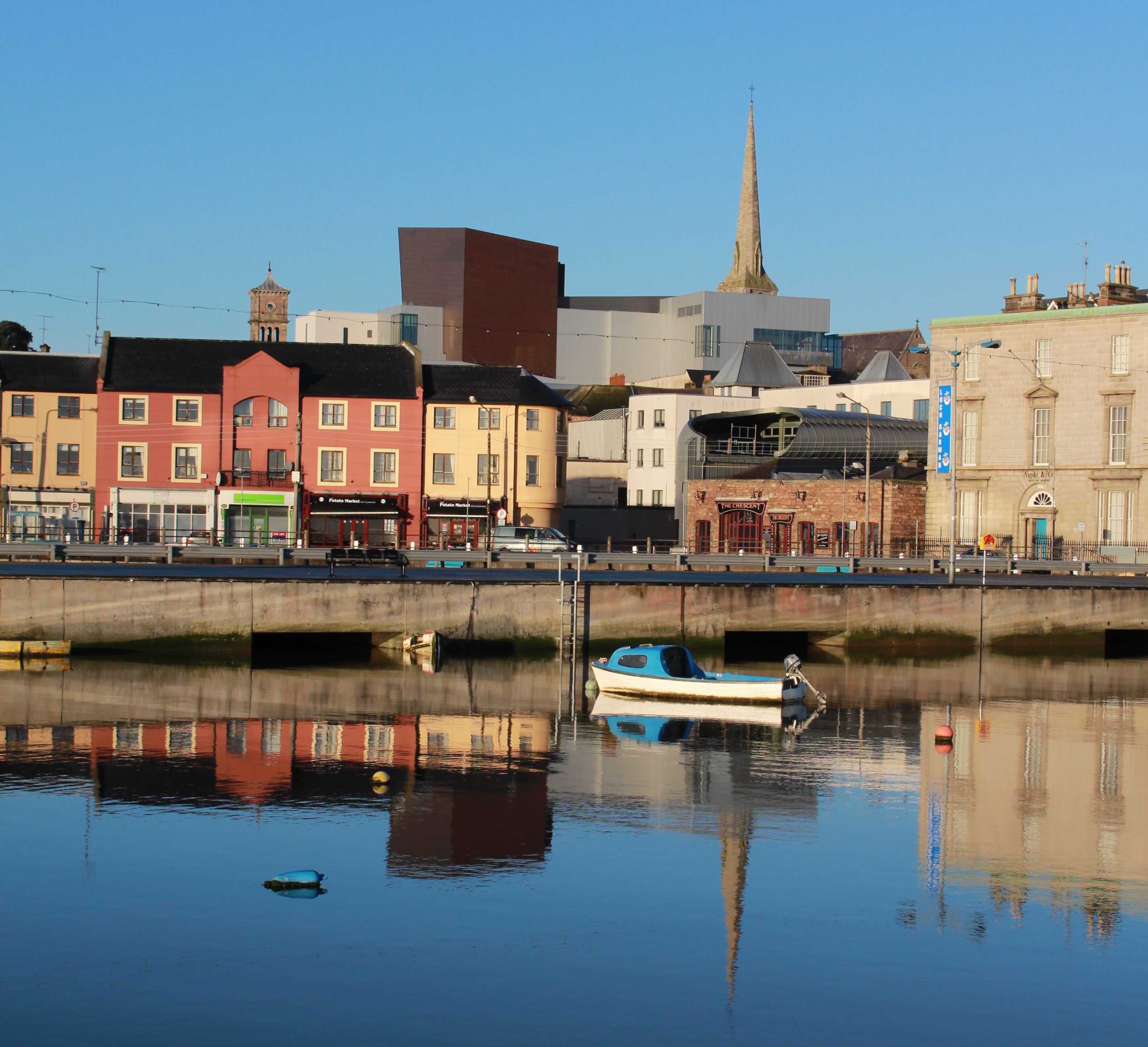
Das neue Theater über der Skyline von Wexford, 2014

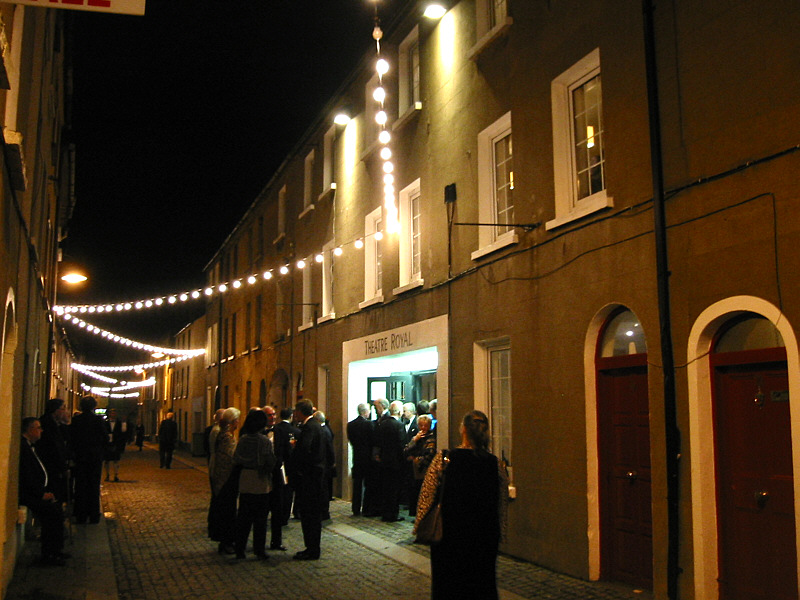
Das Theatre Royal während der Pause einer Aufführung der Festival Opera, 2002 (vor dem grundlegenden Umbau)

Die Wexford Festival Opera (Festspieloper Wexford) ist ein überwiegend auf Raritäten spezialisiertes Opernfestival in der südost-irischen Stadt Wexford. Zu den in Wexford gespielten Opern zählen viele unbekannte Werke berühmter Komponisten (z. B. Verdis Aroldo) und Vertonungen berühmter Opernstoffe des Standardrepertoires durch andere Komponisten (z. B. Gazzanigas Don Giovanni).

## Geschichte

### Entstehung des Festivals unter Tom Walsh (1951–1966)
Die Ursprünge des Opernfestivals liegen in Sir Compton Mackenzies Besuch in Irland im November 1950. Mackenzie war der Gründer der Zeitschrift The Gramophone und ein sehr belesener Musikschriftsteller, der bei den Interessenten der Wexford Opera einen Vortrag hielt. Mackenzie schlug der Gruppe vor, ein eigenes Theater zu gründen, das Theatre Royal (später bis 2005 feste Spielstätte des Festivals). Dieses Theater, das er plante, war ausgezeichnet dazu geeignet, bestimmte Opern aufzuführen.
Das Ergebnis war, dass eine Gruppe von Opernliebhabern – darunter auch Tom Walsh, der zum ersten Intendanten des Festivals gewählt wurde – vom 21. Oktober bis 4. November 1951 ein „Festival für Musik und Kunst“ (wie die Veranstaltung zum ersten Mal genannt wurde) plante. Der Höhepunkt war eine Produktion von Die Rose von Kastilien (1857), eine wenig bekannte Oper des im 19. Jahrhundert berühmten irischen Komponisten Michael Balfe, die auch von James Joyce in Ulysses in einem markanten Wortspiel erwähnt worden war.
In den nächsten Jahren positionierte sich die Festival Opera als eine einzigartige Institution, die neben den Werken, die überall gespielt werden, auch immer Raritäten anbot, und dies wurde weithin wahrgenommen von der darauf spezialisierten Fachpresse, die über jede Saison ausführlich berichtete.
Im ersten Jahrzehnt bot Wexford seinem zunehmend an den seltenen Werken interessierten Liebhaber- und Fachpublikum Raritäten wie Lortzings Wildschütz und (für die damalige Zeit) obskure Werke, wie etwa Bellinis La sonnambula, mit Marilyn Cotlow (* 1924) als „Adina“ und Nicola Monti (1920–1993) als „Elvino“. Bryan Balkwill (1927–2007), Charles Mackerras und John Pritchard waren unter den jungen Dirigenten, die in der Folge mit berühmten Produzenten und Designern wie Micheál Mac Liammóir zusammenarbeiteten. Für jene Zeit waren die Ergebnisse erstaunlich und das Festival wurde bald zum Anziehungspunkt führender Opern-Talente, und zwar gleichermaßen für neue und etablierte.
Zunehmend war es möglich, Sänger wie Nicola Monti, Afro Poli (1902–1988), Franco Calabrese und Paolo Pedani zu gewinnen sowie aufstrebende britische und irische Jungstars wie Heather Harper, Bernadette Greevy, Thomas Hemsley und Geraint Evans (1922–1992) zu präsentieren.
Wegen der Renovierung des Theaters fand die Saison 1960 nicht statt. Bei seiner Neueröffnung im September 1961 wurde dann Verdis Ernani vorgestellt.
Probleme mit dem Erhalt des irischen Rundfunkorchesters führten zur Heranziehung des Royal Liverpool Philharmonic-Orchesters für diese eine Saison, doch hat man im Folgejahr wieder das irische Rundfunkorchester herangezogen, das sich deshalb auch bis ins Jahr 2005 hier bewährte.
Die Oper L’amico Fritz verhalf 1962 den talentierten jungen irischen Sängern Veronica Dunne und Bernadette Greevy zu internationaler Aufmerksamkeit, während andere berühmte Namen aus den 1960er Jahren, etwa Mirella Freni in Bellinis I puritani zu hören waren. Jules Massenets Don Quichotte führte 1965 zu einem weiteren hervorragenden Ereignis mit dem Bass-Veteranen Miroslav Čangalović als Cervantes’ altem Ritter.
Mit Albert Rosen (1924–1997) begann 1965 ein junger Dirigent aus Prag eine langfristige Zusammenarbeit mit der Institution, der achtzehn Wexford-Produktionen leitete. Später wurde er Chefdirigent des RTÉ Symphony Orchestra und zum Zeitpunkt seines Todes im Jahr 1997 war er dessen Ehrendirigent.

### Wexford unter Brian Dickie (1967–1973)
Im Jahr 1967 wurde Walter Legge gebeten, die Festival-Leitung zu übernehmen, aber innerhalb eines Monats nach seiner Berufung erlitt er einen schweren Herzinfarkt und war gezwungen, sich zurückzuziehen. Daraufhin übernahm Brian Dickie (* 1941), ein 26-Jähriger ehemaliger Student am Trinity College die Leitung der Festspiele. Eine neue Ära mit herausragenden Gesangssolisten entstand, mit den ersten Opern von Glinka auf Russisch und Werken des tschechischen Repertoires, zugleich aber einem neuerlichen Akzent beim französischen Repertoire wie Delibes Lakmé (1970) und Georges Bizets Perlenfischer (1971).

### Wexford unter Thomson Smillie (1974–1978)
Dickie ließ sich überreden, nach Glyndebourne zurückzukehren, aber sein Nachfolger im Jahr 1974 war Thomson Smillie, der von der Scottish Opera kam. Er machte sich für eine Produktion von je drei Opern stark. In dieser Zeit wurde vieles vernachlässigt, Massenets Opern wurden schnell zu seinen Favoriten, und Smillie inszenierte etwa Thaïs in seiner ersten Saison, und setzte diese Wahl dann mit einer Reihe anderer Opern des Komponisten fort, die selten gehörte Sapho wurde im Jahr 2001 produziert.
Im Jahr 1976 wurde Benjamin Brittens The Turn of the Screw zusammen mit einer Rarität von Cimarosa vorgestellt, dem Ein-Mann-Stück Il maestro di cappella. Andere seltene italienischen Opern des 18. Jahrhunderts wurden im Jahr 1979 und auch den Folgejahren vorgestellt.

### Wexford unter Adrian Slack (1979–1981)
Adrian Slack konzentrierte sich vor allem auf die italienische Oper. Es gab einige Ausnahmen wie z. B. Händels Oper Orlando, Floyds Of Mice and Men und Mozarts Zaide. Spontinis La vestale war wegen eines Missgeschicks unvergesslich, da alle Darsteller auf einer steilen, glatten Oberfläche der Bühne ausrutschten, wie es eindrucksvoll von Bernard Levin beschrieben wurde.

### Wexford unter Elaine Padmore (1982–1994)
Elaine Padmore war eine Produzentin der BBC, die zuvor bereits die Übertragungen der Produktionen in diesem Kanal organisiert hatte. Während ihrer Amtszeit als Intendantin, fächerte sie ein breites Spektrum an Musik und Sängern auf, mit vielen bemerkenswerten Produktionen in Wexford. Sie hat etwa Sergei Leiferkus einem Publikum außerhalb Russlands erstmals zusammen mit vielen anderen Newcomern wie dem amerikanischen dramatischer Sopran Alessandra Marc vorgestellt. Andere herausragende Produktionen beinhalteten die zwei Produktionen der Debütantin Francesca Zambello, die im Jahr 1991 erstmals Donizettis L’assedio di Calais und 1993 Tschaikowskis Oper Pantöffelchen darbot.
Eine neue Idee realisierte Padmore vom Jahr 1982 an, und zwar die Darbietung von „Opern-Szenen“, also Ausschnitten aus Opern. Dies erwies sich als preiswerte Alternative für jüngere Zuschauer sowie das Angebot mehr Arbeit an den Chor. Die Idee erwies sich als sehr erfolgreich.
Michael Balfes Die Rose von Kastilien, die man zu Beginn der Festival-Aktivitäten bereits ausgegraben hatte, wurde im Frühjahr 1991 in der Regie von Nicolette Molnár und der Ausstattung von John Lloyd Davies in einer professionellen Produktion wiederbelebt, womit das Festival nun seinen 40. Geburtstag feierte.

### Wexford unter Luigi Ferrari (1995–2004)
1995 wurde Padmore als künstlerischer Leiter von Luigi Ferrari abgelöst, damals Direktor des Rossini Opera Festival in Pesaro und später Direktor des Teatro Comunale Bologna. Natürlich entwickelt er seinen eigenen Stil durch die Bevorzugung italienischer und spätromantischer Werke wie Giacomo Meyerbeers L’étoile du nord im Jahr 1996.
Im Jahr 1994 wurde eine Vier-Jahres-Reihe von kommerziellen Einspielungen vom Festival begonnen, dazu gab es von Anfang an Rundfunk-Sendungen aus dem Festival, und viele Saisonprogramme wurden auch von der BBC ausgestrahlt. Das fünfzigste Festival im Jahr 2001 war ein besonderes Ereignis durch die Einführung von Übertiteln.

### Wexford unter David Agler (seit 2005)
David Agler wurde künstlerischer Leiter und wählte die Programme seit 2005. Er ist ein amerikanischer Dirigent, der zuvor die musikalische Leitung der Vancouver Opera innehatte und ständiger Dirigent an der San Francisco Opera war.
Eine Nachfolge-Idee der ursprünglichen Idee der „Opera Scenes“, war das Konzept von „Opern in Kurzform“: Mainstream-Werke wurden sodann in hochkonzentrierten Dosen verabreicht, und dies entwickelte sich zu einem außerordentlichen Erfolg.

## Opernproduktionen
| [ 2 ] | Oper                                                           | Komponist                                                      | Sprache                                                        | UA                                                             | Dirigent                                                       | Regisseur                                                      | Ausstattung                                                    | Sänger (Auswahl)                                                 |
| ----- | -------------------------------------------------------------- | -------------------------------------------------------------- | -------------------------------------------------------------- | -------------------------------------------------------------- | -------------------------------------------------------------- | -------------------------------------------------------------- | -------------------------------------------------------------- | ---------------------------------------------------------------- |
| 1951  | The Rose of Castille                                           | Balfe                                                          | englisch                                                       | 1857                                                           | Dermot O’Hara                                                  | Powell Lloyd                                                   |                                                                | Murray Dickie                                                    |
| 1952  | L’elisir d’amore                                               | Donizetti                                                      | italienisch                                                    | 1832                                                           | Dermot O’Hara                                                  | Peter Ebert                                                    | Joseph Carl                                                    | Nicola Monti                                                     |
| 1953  | Don Pasquale                                                   | Donizetti                                                      | italienisch                                                    | 1843                                                           | Bryan Balkwill                                                 | Peter Ebert                                                    | Joseph Carl                                                    | Afro Poli, Nicola Monti                                          |
| 1954  | La sonnambula                                                  | Bellini                                                        | italienisch                                                    | 1831                                                           | Bryan Balkwill                                                 | Peter Ebert                                                    | Joseph Carl                                                    | Marilyn Cotlow, Nicola Monti                                     |
| 1955  | Der Wildschütz                                                 | Lortzing                                                       | deutsch                                                        | 1842                                                           | Hans Gierster                                                  | Anthony Besch                                                  | Peter Rice                                                     | Heather Harper, Thomas Hemsley                                   |
| 1955  | Manon Lescaut                                                  | Puccini                                                        | italienisch                                                    | 1893                                                           | Bryan Balkwill                                                 | Anthony Besch                                                  | Peter Rice                                                     |                                                                  |
| 1956  | La Cenerentola                                                 | Rossini                                                        | italienisch                                                    | 1817                                                           | Bryan Balkwill                                                 | Peter Ebert                                                    | Joseph Carl                                                    | Patricia Kern, Nicola Monti                                      |
| 1956  | Martha                                                         | Flotow                                                         | deutsch                                                        | 1847                                                           | Bryan Balkwill                                                 | Peter Potter                                                   | Joseph Carl                                                    | Josef Traxel, Constance Shacklock                                |
| 1957  | La figlia del reggimento                                       | Donizetti                                                      | französisch                                                    | 1840                                                           | Bryan Balkwill                                                 | Peter Ebert                                                    | Joseph Carl                                                    | Graziella Sciutti, Geraint Evans, Patricia Kern                  |
| 1957  | L’italiana in Algeri                                           | Rossini                                                        | italienisch                                                    | 1813                                                           | Bryan Balkwill                                                 | Peter Ebert                                                    | Joseph Carl                                                    | Paolo Montarsolo, Patricia Kern                                  |
| 1958  | Anna Bolena                                                    | Donizetti                                                      | italienisch                                                    | 1830                                                           | Bryan Balkwill                                                 | Peter Potter                                                   | Michael Eve                                                    | Fiorenza Cossotto, Patricia Kern                                 |
| 1958  | I due Foscari                                                  | Verdi                                                          | italienisch                                                    | 1844                                                           | Bryan Balkwill                                                 | Peter Ebert                                                    | Reginald Woolley                                               |                                                                  |
| 1959  | La gazza ladra                                                 | Rossini                                                        | italienisch                                                    | 1817                                                           | John Pritchard                                                 | Peter Potter                                                   | Osbert Lancaster                                               | Janet Baker, Mariella Adani, Elizabeth Bainbridge, Nicola Monti  |
| 1959  | Aroldo                                                         | Verdi                                                          | italienisch                                                    | 1857                                                           | Charles Mackerras                                              | Frans Boerlage                                                 | Micheál Mac Liammóir                                           | Aldo Protti, Elizabeth Bainbridge                                |
| 1960  | Kein Festival – das Theater war wegen Renovierung geschlossen. | Kein Festival – das Theater war wegen Renovierung geschlossen. | Kein Festival – das Theater war wegen Renovierung geschlossen. | Kein Festival – das Theater war wegen Renovierung geschlossen. | Kein Festival – das Theater war wegen Renovierung geschlossen. | Kein Festival – das Theater war wegen Renovierung geschlossen. | Kein Festival – das Theater war wegen Renovierung geschlossen. | Kein Festival – das Theater war wegen Renovierung geschlossen.   |
| 1961  | Ernani                                                         | Verdi                                                          | italienisch                                                    | 1844                                                           | Bryan Balkwill                                                 | Peter Ebert                                                    | Reginald Woolley                                               |                                                                  |
| 1961  | Mireille                                                       | Gounod                                                         | französisch                                                    | 1864                                                           | Michael Moores                                                 | Anthony Besch                                                  | Osbert Lancaster                                               | Alain Vanzo                                                      |
| 1962  | L’amico Fritz                                                  | Mascagni                                                       | italienisch                                                    | 1891                                                           | Antonio Tonini                                                 | Michael Hadjimischev                                           | Reginald Woolley                                               | Bernadette Greevy, Nicola Monti                                  |
| 1962  | I puritani                                                     | Bellini                                                        | italienisch                                                    | 1835                                                           | Gunnar Staern                                                  | Peter Ebert                                                    | Reginald Woolley                                               | Mirella Freni                                                    |
| 1963  | Don Pasquale                                                   | Donizetti                                                      | italienisch                                                    | 1843                                                           | Antonio de Almeida                                             | Michael Hadjimischev                                           | Anna Hadjimischev                                              | Margherita Rinaldi                                               |
| 1963  | La Gioconda                                                    | Ponchielli                                                     | italienisch                                                    | 1876                                                           | Gunnar Staern                                                  | Peter Ebert                                                    | Reginald Woolley                                               |                                                                  |
| 1964  | Lucia di Lammermoor                                            | Donizetti                                                      | italienisch                                                    | 1835                                                           | Antonio de Almeida                                             | Michel Crochot                                                 | Reginald Woolley                                               | Giacomo Aragall                                                  |
| 1964  | Il conte Ory                                                   | Rossini                                                        | französisch                                                    | 1828                                                           | Gunnar Staern                                                  | Peter Ebert                                                    | Reginald Woolley                                               |                                                                  |
| 1964  | Much Ado About Nothing                                         | Stanford                                                       | englisch                                                       | 1901                                                           | Courtney Kenny                                                 | Peter Ebert                                                    | Reginald Woolley                                               |                                                                  |
| 1965  | Don Quichotte                                                  | Massenet                                                       | französisch                                                    | 1910                                                           | Albert Rosen                                                   | Carl Ebert                                                     | Reginald Woolley                                               |                                                                  |
| 1965  | La traviata                                                    | Verdi                                                          | italienisch                                                    | 1853                                                           | Gunnar Staern                                                  | Peter Ebert                                                    | Reginald Woolley                                               | Philip Langridge                                                 |
| 1965  | La finta giardiniera                                           | Mozart                                                         | italienisch                                                    | 1775                                                           | Gunnar Staern                                                  | Peter Ebert                                                    | Judith Ebert                                                   | Mattiwilda Dobbs                                                 |
| 1966  | Fra Diavolo                                                    | Auber                                                          | französisch                                                    | 1830                                                           | Myer Fredman                                                   | Dennis Maunder                                                 | Reginald Woolley                                               |                                                                  |
| 1966  | Lucrezia Borgia                                                | Donizetti                                                      | italienisch                                                    | 1833                                                           | Albert Rosen                                                   | Frith Banbury                                                  | Reginald Woolley                                               |                                                                  |
| 1967  | Otello                                                         | Rossini                                                        | italienisch                                                    | 1816                                                           | Albert Rosen                                                   | Anthony Besch                                                  | John Stoddart                                                  |                                                                  |
| 1967  | Roméo et Juliette                                              | Gounod                                                         | französisch                                                    | 1867                                                           | David Lloyd-Jones                                              | John Cox                                                       | Patrick Murray                                                 | Richard Van Allan                                                |
| 1968  | La clemenza di Tito                                            | Mozart                                                         | italienisch                                                    | 1791                                                           | Theodor Guschlbauer                                            | John Copley                                                    | Michael Waller                                                 |                                                                  |
| 1968  | La jolie fille de Perth                                        | Bizet                                                          | französisch                                                    | 1867                                                           | David Lloyd-Jones                                              | Pauline Grant                                                  | Robin Archer                                                   | Roger Soyer                                                      |
| 1968  | L’equivoco stravagante                                         | Rossini                                                        | italienisch                                                    | 1811                                                           | Aldo Ceccato                                                   | John Cox                                                       | John Stoddart                                                  | Richard Van Allan                                                |
| 1969  | L’infedeltà delusa                                             | Haydn                                                          | italienisch                                                    | 1773                                                           | David Lloyd-Jones                                              | John Copley                                                    | John Fraser                                                    | Eugenia Ratti, Jill Gomez                                        |
| 1969  | Luisa Miller                                                   | Verdi                                                          | italienisch                                                    | 1849                                                           | Myer Fredman                                                   | John Cox                                                       | Bernard Culshaw                                                | Bernadette Greevy                                                |
| 1970  | Albert Herring                                                 | Britten                                                        | englisch                                                       | 1947                                                           | David Atherton                                                 | Michael Geliot                                                 | Jane Bond                                                      | Alan Opie                                                        |
| 1970  | Lakmé                                                          | Delibes                                                        | französisch                                                    | 1833                                                           | David Lloyd-Jones                                              | Michael Hadjimischev                                           | John Fraser                                                    | Christiane Eda-Pierre                                            |
| 1970  | L’inganno felice                                               | Rossini                                                        | italienisch                                                    | 1812                                                           | David Atherton                                                 | Patrick Libby                                                  | John Fraser                                                    | Jill Gomez                                                       |
| 1970  | Il giovedì grasso                                              | Donizetti                                                      | italienisch                                                    | 1829                                                           | David Atherton                                                 | Patrick Libby                                                  | John Fraser                                                    | Jill Gomez                                                       |
| 1971  | Les pêcheurs de perles                                         | Bizet                                                          | französisch                                                    | 1863                                                           | Guy Barbier                                                    | Michael Geliot                                                 | Roger Butlin/ Jane Bond                                        | Christiane Eda-Pierre                                            |
| 1971  | La rondine                                                     | Puccini                                                        | italienisch                                                    | 1917                                                           | Myer Fredman                                                   | Anthony Besch                                                  | John Stoddart                                                  | Thomas Lawlor                                                    |
| 1971  | Il re pastore                                                  | Mozart                                                         | italienisch                                                    | 1775                                                           | Kenneth Montgomery                                             | John Cox                                                       | Elizabeth Dalton                                               | Norma Burrowes                                                   |
| 1972  | Oberon                                                         | Weber                                                          | englisch                                                       | 1826                                                           | Kenneth Montgomery                                             | Anthony Besch                                                  | Adam Pollock                                                   |                                                                  |
| 1972  | Il pirata                                                      | Bellini                                                        | italienisch                                                    | 1827                                                           | Leone Magiera                                                  | Michael Geliot                                                 | Jane Venables                                                  | Christiane Eda-Pierre                                            |
| 1972  | Káťa Kabanová                                                  | Janáček                                                        | tschechisch                                                    | 1921                                                           | Albert Rosen                                                   | David Pountney                                                 | Sue Blane/ Maria Björnson                                      | Ivo Žídek                                                        |
| 1973  | Ivan Susanin                                                   | Glinka                                                         | russisch                                                       | 1836                                                           | Guy Barbier                                                    | Michael Hadjimischev                                           | Sue Blane                                                      | Matti Salminen, Dennis O’Neill                                   |
| 1973  | Der Spieler                                                    | Prokofjew                                                      | russisch                                                       | 1929                                                           | Albert Rosen                                                   | David Pountney                                                 | Maria Björnson                                                 | Joseph Rouleau, Dennis O’Neill, Richard Stilgoe                  |
| 1973  | L’ajo nell’imbarazzo                                           | Donizetti                                                      | italienisch                                                    | 1824                                                           | Kenneth Montgomery                                             | Patrick Libby                                                  | Adam Pollock                                                   | Richard Stilgoe                                                  |
| 1974  | Medea in Corinto                                               | Mayr                                                           | italienisch                                                    | 1813                                                           | Roderick Bryden                                                | Adrian Slack                                                   | David Fielding                                                 | Margreta Elkins                                                  |
| 1974  | Thaïs                                                          | Massenet                                                       | französisch                                                    | 1894                                                           | Jacques Delacôte                                               | Jeremy Sutcliffe                                               | John Fraser                                                    | Ann Murray, Jill Gomez                                           |
| 1974  | Der Barbier von Bagdad                                         | Cornelius                                                      | deutsch                                                        | 1858                                                           | Albert Rosen                                                   | Wolf Siegfried Wagner                                          | Dacre Punt/ Alex Reid                                          |                                                                  |
| 1975  | Eritrea                                                        | Cavalli                                                        | italienisch                                                    | 1652                                                           |                                                                | Ian Strasfogel                                                 | Franco Colavecchia                                             | Paul Esswood, Philip Langridge, Ann Murray                       |
| 1975  | Le roi d’Ys                                                    | Lalo                                                           | französisch                                                    | 1888                                                           | Jean Perrison                                                  | Jean Claude Auvray                                             | Bernard Arnould                                                | Gillian Knight                                                   |
| 1975  | La pietra del paragone                                         | Rossini                                                        | italienisch                                                    | 1812                                                           | Roderick Bryden                                                | Adrian Slack                                                   | John Bury                                                      | Eric Garrett                                                     |
| 1976  | Giovanna d’Arco                                                | Verdi                                                          | italienisch                                                    | 1845                                                           | James Judd                                                     | Jeremy Sutcliffe                                               | David Fielding                                                 |                                                                  |
| 1976  | Die lustigen Weiber von Windsor                                | Nicolai                                                        | deutsch                                                        | 1849                                                           | Leonard Hancock                                                | Patrick Libby                                                  | Adam Pollock                                                   | Michael Langdon, Alan Opie                                       |
| 1976  | The Turn of the Screw                                          | Britten                                                        | englisch                                                       | 1954                                                           | Albert Rosen                                                   | Adrian Slack                                                   | David Fielding                                                 | Jane Manning                                                     |
| 1977  | Hérodiade                                                      | Massenet                                                       | französisch                                                    | 1882                                                           | Henri Gallois                                                  | Julian Hope                                                    | Roger Butlin                                                   | Malcolm Donnelly, Bernadette Greevy, Bonaventura Bottone         |
| 1977  | Orfeo ed Euridice                                              | Gluck                                                          | italienisch                                                    | 1762                                                           | Jane Glover                                                    | Wolf Siegfried Wagner                                          | Dacre Punt/ Alex Reid                                          | Jennifer Smith                                                   |
| 1977  | Il maestro di cappella                                         | Cimarosa                                                       | italienisch                                                    | 1793?                                                          | James Judd                                                     | Sesto Bruscantini                                              | Tim Reed                                                       | Sesto Bruscantini                                                |
| 1977  | La serva e l’ussero                                            | Ricci, L.                                                      | italienisch                                                    | 1836                                                           | James Judd                                                     | Sesto Bruscantini                                              | Tim Reed                                                       | Sesto Bruscantini, Bonaventura Bottone                           |
| 1977  | La serva padrona                                               | Pergolesi                                                      | italienisch                                                    | 1733                                                           | James Judd                                                     | Sesto Bruscantini                                              | Tim Reed                                                       | Sesto Bruscantini                                                |
| 1978  | Tiefland                                                       | Eugen d’Albert                                                 | deutsch                                                        | 1903                                                           | Henri Gallois                                                  | Julian Hope                                                    | Roger Butlin                                                   | Malcolm Donnelly, Bonaventura Bottone                            |
| 1978  | Il mondo della luna                                            | Haydn                                                          | italienisch                                                    | 1777                                                           | James Judd                                                     | Adrian Slack                                                   | Axel Bartz                                                     | Dennis O’Neill                                                   |
| 1978  | Dvě vdovy                                                      | Smetana                                                        | tschechisch                                                    | 1874                                                           | Albert Rosen                                                   | David Pountney                                                 | Sue Blane                                                      | Felicity Palmer, Joseph Rouleau, Bonaventura Bottone             |
| 1979  | L’amore dei tre re                                             | Montemezzi                                                     | italienisch                                                    | 1913                                                           | Pinchas Steinberg                                              | Stewart Trotter                                                | Douglas Heap                                                   | Bonaventura Bottone                                              |
| 1979  | La vestale                                                     | Spontini                                                       | italienisch                                                    | 1807                                                           | Matthias Bamert                                                | Julian Hope                                                    | Roger Butlin/ Sue Blane                                        |                                                                  |
| 1979  | Crispino e la comare                                           | Ricci, F. & L.                                                 | italienisch                                                    | 1850                                                           | James Judd                                                     | Sesto Bruscantini                                              | Tim Reed                                                       | Lucia Aliberti, Sesto Bruscantini, Bonaventura Bottone           |
| 1980  | Edgar                                                          | Puccini                                                        | italienisch                                                    | 1889                                                           | Robin Stapleton                                                | Roger Chapman                                                  | Douglas Heap/ Jane Law                                         |                                                                  |
| 1980  | Orlando                                                        | Händel                                                         | italienisch                                                    | 1733                                                           | James Judd                                                     | Wilfred Judd                                                   | Kandis Cook/ Alison Meacher                                    | Lesley Garrett, Bernadette Greevy                                |
| 1980  | Of Mice and Men                                                | Floyd                                                          | englisch                                                       | 1970                                                           | John DeMain                                                    | Stewart Trotter                                                | John Cervenka                                                  |                                                                  |
| 1981  | I gioielli della Madonna                                       | Wolf-Ferrari                                                   | italienisch                                                    | 1911                                                           | Colman Pearce                                                  | Graham Vick                                                    | Russell Craig                                                  |                                                                  |
| 1981  | Zaide                                                          | Mozart                                                         | deutsch                                                        | 1780                                                           | Nicholas Cleobury                                              | Timothy Tyrrel                                                 | Dermot Hayes                                                   | Neil Mackie, Lesley Garrett, Ulrik Cold                          |
| 1981  | Un giorno di regno                                             | Verdi                                                          | italienisch                                                    | 1840                                                           | James Judd                                                     | Sesto Bruscantini                                              | Tim Reed                                                       | Angela Feeney, Lucia Aliberti, Sesto Bruscantini                 |
| 1982  | Sakùntala                                                      | Alfano                                                         | italienisch                                                    | 1921                                                           | Albert Rosen                                                   | Nicholas Hytner                                                | David Fielding                                                 |                                                                  |
| 1982  | L’isola disabitata                                             | Haydn                                                          | italienisch                                                    | 1779                                                           | Newell Jenkins                                                 | Guus Mostart                                                   | John Otto                                                      | Bernadette Greevy                                                |
| 1982  | Grisélidis                                                     | Massenet                                                       | französisch                                                    | 1891                                                           | Robin Stapleton                                                | Steven Pimlott                                                 | Ariane Gastambide                                              | Sergei Leiferkus                                                 |
| 1983  | Hans Heiling                                                   | Marschner                                                      | deutsch                                                        | 1833                                                           | Albert Rosen                                                   | Steven Pimlott                                                 | David Fielding                                                 | Sergei Leiferkus                                                 |
| 1983  | La vedova scaltra                                              | Wolf-Ferrari                                                   | italienisch                                                    | 1931                                                           | Yan Pascal Tortelier                                           | Charles Hamilton                                               | Tim Reed                                                       | Jill Gomez                                                       |
| 1983  | Linda di Chamounix                                             | Donizetti                                                      | italienisch                                                    | 1842                                                           | Gabriele Bellini                                               | Julian Hope                                                    | Annena Stubbs                                                  | Lucia Aliberti                                                   |
| 1984  | Le jongleur de Notre-Dame                                      | Massenet                                                       | französisch                                                    | 1902                                                           | Yan Pascal Tortelier                                           | Stefan Janski                                                  | Johan Engels                                                   | Patrick Power, Sergei Leiferkus                                  |
| 1984  | Le astuzie femminili                                           | Cimarosa                                                       | italienisch                                                    | 1794                                                           | György Fischer                                                 | Andy Hinds                                                     | John McMurray                                                  | Susanna Rigacci, Raúl Giménez                                    |
| 1984  | Hubička                                                        | Smetana                                                        | tschechisch                                                    | 1876                                                           | Albert Rosen                                                   | Toby Robertson                                                 | Bernard Culshaw                                                | John Ayldon                                                      |
| 1985  | Ariodante                                                      | Händel                                                         | italienisch                                                    | 1735                                                           | Alan Curtis                                                    | Guus Mostart                                                   | John Otto                                                      | Raúl Giménez, Bernadette Greevy                                  |
| 1985  | Aufstieg und Fall der Stadt Mahagonny                          | Weill                                                          | deutsch                                                        | 1930                                                           | Simon Joly                                                     | Declan Donnellan                                               | John Ormerod                                                   |                                                                  |
| 1985  | La Wally                                                       | Catalani                                                       | italienisch                                                    | 1892                                                           | Albert Rosen                                                   | Stefan Janski                                                  | Marie-Jeanne Lecca                                             |                                                                  |
| 1986  | Königskinder                                                   | Humperdinck                                                    | deutsch                                                        | 1897                                                           | Albert Rosen                                                   | Michael McCaffrey                                              | Di Seymour                                                     | William Lewis, Sergei Leiferkus                                  |
| 1986  | Tancredi                                                       | Rossini                                                        | italienisch                                                    | 1813                                                           | Arnold Östman                                                  | Michael Beauchamp                                              | William Passmore                                               | Bruce Ford                                                       |
| 1986  | Mignon                                                         | Thomas                                                         | französisch                                                    | 1866                                                           | Yan Pascal Tortelier                                           | Richard Jones                                                  | Richard Hudson                                                 |                                                                  |
| 1987  | Cendrillon                                                     | Massenet                                                       | französisch                                                    | 1899                                                           | Stéphane Cardon                                                | Seamus McGrenera                                               | Tim Reed                                                       |                                                                  |
| 1987  | La cena delle beffe                                            | Giordano                                                       | italienisch                                                    | 1924                                                           | Albert Rosen                                                   | Patrick Mason                                                  | Joe Vaněk                                                      | Alessandra Marc, Fabio Armiliato, Miriam Gauci, Mikhail Krutikov |
| 1987  | La straniera                                                   | Bellini                                                        | italienisch                                                    | 1829                                                           | Jan Latham Koenig                                              | Robert Carsen                                                  | Russell Craig                                                  | Mikhail Svetlov (Krutikov)                                       |
| 1988  | Čert a Káča                                                    | Dvořák                                                         | tschechisch                                                    | 1899                                                           | Albert Rosen                                                   | Francesca Zambello                                             | Neil Peter Jampolis                                            |                                                                  |
| 1988  | Don Giovanni                                                   | Gazzaniga                                                      | italienisch                                                    | 1787                                                           | Simon Joly                                                     | Patrick Mason                                                  | Joe Vaněk                                                      | Norman Bailey                                                    |
| 1988  | Turandot                                                       | Busoni                                                         | italienisch                                                    | 1917                                                           | Simon Joly                                                     | Patrick Mason                                                  | Joe Vaněk                                                      | Norman Bailey                                                    |
| 1988  | Elisa e Claudio                                                | Mercadante                                                     | italienisch                                                    | 1821                                                           | Marco Guidarini                                                | David Fielding                                                 | David Fielding/ Bettina Munzer                                 |                                                                  |
| 1989  | Der Templer und die Jüdin                                      | Marschner                                                      | deutsch                                                        | 1829                                                           | Albert Rosen                                                   | Francesca Zambello                                             | Bettina Munzer                                                 | William Stone, Greer Grimsley                                    |
| 1989  | Mitridate, re di Ponto                                         | Mozart                                                         | italienisch                                                    | 1770                                                           | Marco Guardarini                                               | Lucy Bailey                                                    | Peter J Davison                                                | Patricia Rozario                                                 |
| 1989  | Die Verlobung im Kloster                                       | Prokofjew                                                      | russisch                                                       | 1946                                                           | František Vajnar                                               | Patrick Mason                                                  | Joe Vaněk                                                      | Spiro Malas, Thomas Lawlor                                       |
| 1990  | Zazà                                                           | Leoncavallo                                                    | italienisch                                                    | 1900                                                           | Bruno Rigacci                                                  | Jamie Hayes                                                    | Ruari Murchison                                                | Wojciech Drabowicz                                               |
| 1990  | The Rising of the Moon                                         | Maw                                                            | englisch                                                       | 1970                                                           | Simon Joly                                                     | Ceri Sherlock                                                  | Richard Aylwin                                                 | Elizabeth Bainbridge, Thomas Lawlor                              |
| 1990  | La dame blanche                                                | Boieldieu                                                      | französisch                                                    | 1825                                                           | Emmanuel Joel                                                  | Jean-Claude Auvray                                             | Kenny MacLellan                                                | Gillian Knight                                                   |
| 1991  | L’assedio di Calais                                            | Donizetti                                                      | italienisch                                                    | 1836                                                           | Evelino Pidò                                                   | Francesca Zambello                                             | Alison Chitty                                                  | Frank Kelley                                                     |
| 1991  | Der Widerspenstigen Zähmung                                    | Goetz                                                          | deutsch                                                        | 1874                                                           | Oliver von Dohnányi                                            | John Lloyd-Davies                                              | John Lloyd-Davies                                              | Stefan Margita, Frank Kelley                                     |
| 1991  | La rencontre imprévue                                          | Gluck                                                          | französisch                                                    | 1764                                                           | Richard Hickox                                                 | Jamie Hayes                                                    | Ruari Murchison                                                | Paul Austin Kelly                                                |
| 1992  | Il piccolo Marat                                               | Mascagni                                                       | italienisch                                                    | 1921                                                           | Albert Rosen                                                   | Stephen Medcalf                                                | Charles Edwards                                                |                                                                  |
| 1992  | Gli equivoci                                                   | Storace                                                        | italienisch                                                    | 1786                                                           | Mark Shanahan                                                  | Giles Havergal                                                 | Russell Craig                                                  |                                                                  |
| 1992  | Der Vampyr                                                     | Marschner                                                      | deutsch                                                        | 1827                                                           | Guido Johannes Rumstadt                                        | Jean-Claude Auvray                                             | Kenny MacLellan                                                |                                                                  |
| 1993  | Pantöffelchen                                                  | Tschaikowski                                                   | russisch                                                       | 1885                                                           | Alexander Anissimov                                            | Francesca Zambello                                             | Bruno Schwengl                                                 | Vladimir Matorin                                                 |
| 1993  | Il barbiere di Siviglia                                        | Paisiello                                                      | italienisch                                                    | 1782                                                           | Carla Delfrate                                                 | Lucy Bailey                                                    | Simon Vincenzi                                                 |                                                                  |
| 1993  | Zampa                                                          | Hérold                                                         | französisch                                                    | 1831                                                           | Yves Abel                                                      | Tim Hopkins                                                    | Charles Edwards                                                | Mary Mills                                                       |
| 1994  | Demon                                                          | Rubinstein                                                     | russisch                                                       | 1875                                                           | Alexander Anissimov                                            | Yefim Maizel                                                   | Paul Steinberg                                                 |                                                                  |
| 1994  | La Bohème                                                      | Leoncavallo                                                    | italienisch                                                    | 1897                                                           | Albert Rosen                                                   | Reto Nickler                                                   | Russell Craig                                                  |                                                                  |
| 1994  | Das Liebesverbot                                               | Wagner                                                         | deutsch                                                        | 1836                                                           | Yves Abel                                                      | Dieter Kaegi                                                   | Bruno Schwengel                                                | Gidon Saks, Peter Svensson                                       |
| 1995  | Iris                                                           | Mascagni                                                       | italienisch                                                    | 1898                                                           | Bruno Aprea                                                    | Lorenzo Mariani                                                | Maurizio Balò                                                  |                                                                  |
| 1995  | Saffo                                                          | Pacini                                                         | italienisch                                                    | 1840                                                           | Maurizio Benini                                                | Beni Montressor                                                | Beni Montressor                                                |                                                                  |
| 1995  | Die Mainacht                                                   | Rimski-Korsakow                                                | russisch                                                       | 1880                                                           | Wladimir Jurowski                                              | Stephen Medcalf                                                | Francis O’Connor                                               | Vladimir Matorin                                                 |
| 1996  | Parisina                                                       | Donizetti                                                      | italienisch                                                    | 1833                                                           | Maurizio Benini                                                | Stefano Vizioli                                                | Ulderico Manani                                                | Alexandrina Pendatchanska                                        |
| 1996  | L’étoile du nord                                               | Meyerbeer                                                      | französisch                                                    | 1854                                                           | Wladimir Jurowski                                              | Denis Krief                                                    | Denis Krief                                                    | Juan Diego Flórez, Elizabeth Futral                              |
| 1996  | Šárka                                                          | Fibich                                                         | tschechisch                                                    | 1897                                                           | David Agler                                                    | Inga Levant                                                    | Charles Edwards/ Brigitte Reiffenstuel                         |                                                                  |
| 1997  | Russalka                                                       | Dargomyschski                                                  | russisch                                                       | 1856                                                           | Paul Mägi                                                      | Dimitri Bertmann                                               | Igor Nezny/ Tatyana Tulubieva                                  | Alessandro Safina                                                |
| 1997  | La fiamma                                                      | Respighi                                                       | italienisch                                                    | 1934                                                           | Enrique Mazzola                                                | Franco Ripa di Meana                                           | Edoardo Sanchi                                                 |                                                                  |
| 1997  | Elena da Feltre                                                | Mercadante                                                     | italienisch                                                    | 1839                                                           | Maurizio Benini                                                | Sonja Frisell                                                  | Marouan Dib                                                    |                                                                  |
| 1998  | Fosca                                                          | Gomes                                                          | italienisch                                                    | 1873                                                           | Alexander Anissimov                                            | Giovanni Agostinucci                                           | Giovanni Agostinucci                                           | Fernando del Valle                                               |
| 1998  | Šarlatán                                                       | Haas                                                           | tschechisch                                                    | 1938                                                           | Israel Yinon                                                   | John Abulafia                                                  | Fotini Dimou                                                   |                                                                  |
| 1998  | I cavalieri di Ekebù                                           | Zandonai                                                       | italienisch                                                    | 1925                                                           | Daniele Callegari                                              | Gabriele Vacis                                                 | Francesco Calcagnini/ Hilary Lewis                             | Joseph Calleja                                                   |
| 1999  | Die Königin von Saba                                           | Goldmark                                                       | deutsch                                                        | 1875                                                           | Claude Schnitzler                                              | Patrick Mailler                                                | Massimo Gasparon                                               |                                                                  |
| 1999  | Straszny Dwór                                                  | Moniuszko                                                      | polnisch                                                       | 1865                                                           | David Jones                                                    | Michal Znaniecki                                               | Francesco Calcagnini                                           |                                                                  |
| 1999  | Siberia                                                        | Giordano                                                       | italienisch                                                    | 1903                                                           | Daniele Callegari                                              | Fabio Sparvoli                                                 | Giorgio Ricchelli/ Alessandra Torelli                          |                                                                  |
| 2000  | Orleanskaja deva                                               | Tschaikowski                                                   | russisch                                                       | 1881                                                           | Daniele Callegari                                              | Massimo Gasparon                                               | Massimo Gasparon                                               | Ermonela Jaho                                                    |
| 2000  | Si j'étais roi                                                 | Adam                                                           | französisch                                                    | 1852                                                           | David Agler                                                    | Renaud Doucet                                                  | André Barbe/ Huguette Barbe-Blanchard                          | Joseph Calleja                                                   |
| 2000  | Conchita                                                       | Zandonai                                                       | italienisch                                                    | 1911                                                           | Marcello Rota                                                  | Corrado d’Elia                                                 | Fabrizio Palla/ Steve Almerighi                                |                                                                  |
| 2001  | Alessandro Stradella                                           | Flotow                                                         | deutsch                                                        | 1844                                                           | Daniele Callegari                                              | Thomas de Mallet Burgess                                       | Julian McGowan                                                 |                                                                  |
| 2001  | Jakobín                                                        | Dvořák                                                         | tschechisch                                                    | 1889                                                           | Alexandre Voloschuk                                            | Michael McCaffery                                              | Paul Edwards                                                   | Markus Werba                                                     |
| 2001  | Sapho                                                          | Massenet                                                       | französisch                                                    | 1897                                                           | Jean-Luc Tingaud                                               | Fabio Sparvoli                                                 | Giorgio Ricchelli/ Alessandra Torella                          | Ermonela Jaho                                                    |
| 2002  | Mirandolina                                                    | Martinů                                                        | italienisch                                                    | 1959                                                           | Riccardo Frizza                                                | Paul Curran                                                    | Kevin Knight                                                   |                                                                  |
| 2002  | Il giuramento                                                  | Mercadante                                                     | italienisch                                                    | 1837                                                           | Paolo Arrivabene                                               | Joseph Rochlitz                                                | Lucia Goj/ Silvia Aymonino                                     |                                                                  |
| 2002  | Manon Lescaut                                                  | Auber                                                          | französisch                                                    | 1856                                                           | Jean-Luc Tingaud                                               | Jean-Phillippe Clarac/ Olivier Deloeuil                        | Greco                                                          | Ermonela Jaho                                                    |
| 2003  | Švanda dudák                                                   | Weinberger                                                     | tschechisch                                                    | 1927                                                           | Julian Reynolds                                                | Damiano Michieletto                                            | Robin Rawstorne                                                |                                                                  |
| 2003  | Die drei Pintos                                                | Weber                                                          | deutsch                                                        | 1888                                                           | Paolo Arrivabene                                               | Michal Znaniecki                                               | Kevin Knight                                                   |                                                                  |
| 2003  | María del Carmen                                               | Granados                                                       | Spanish                                                        | 1898                                                           | Max Bragado-Darman                                             | Sergio Vela                                                    | Cristiana Aureggi/ Violeta Rojas                               |                                                                  |
| 2004  | Prinzessin Brambilla                                           | Braunfels                                                      | deutsch                                                        | 1931                                                           | Danieli Belardinelli                                           | Rosetta Cucchi                                                 | Maria Rosaria Tartaglia                                        |                                                                  |
| 2004  | La vestale                                                     | Mercadante                                                     | italienisch                                                    | 1840                                                           | Paolo Arrivabene                                               | Thomas de Mallet Burgess                                       | Jamie Vartan                                                   |                                                                  |
| 2004  | Eva                                                            | Foerster                                                       | tschechisch                                                    | 1899                                                           | Jaroslav Kyzlink                                               | Paul Curran                                                    | Paul Edwards                                                   |                                                                  |
| 2005  | Pénélope                                                       | Fauré                                                          | französisch                                                    | 1913                                                           | Jean-Luc Tingaud                                               | Renaud Doucet                                                  | André Barbe                                                    | Paul Carey Jones                                                 |
| 2005  | Susannah                                                       | Floyd                                                          | englisch                                                       | 1955                                                           | Christopher Larkin                                             | John Fulljames                                                 | Conor Murphy                                                   | Simon O’Neill                                                    |
| 2005  | Maria di Rohan                                                 | Donizetti                                                      | italienisch                                                    | 1843                                                           | Roberto Polastri                                               | Charles Edwards                                                | Charles Edwards/ Brigitte Rieffenstuel                         | Eglise Gutiérrez, James Westman                                  |
| 2006  | Don Gregorio                                                   | Donizetti                                                      | italienisch                                                    | 1826                                                           | Michele Mariotti                                               | Roberto Recchia                                                | Ferdia Murphy                                                  |                                                                  |
| 2006  | Transformations                                                | Susa                                                           | englisch                                                       | 1973                                                           | David Agler                                                    | Michael Barker-Caven                                           | Joe Vaněk                                                      |                                                                  |
| 2007  | Arlecchino                                                     | Busoni                                                         | deutsch                                                        | 1917                                                           | David Agler                                                    | Lucio Dalla                                                    | Italo Grassi                                                   |                                                                  |
| 2007  | Rusalka                                                        | Dvořák                                                         | tschechisch                                                    | 1901                                                           | Dmitri Jurowski                                                | Lee Blakeley                                                   | Joe Vaněk                                                      | Kateřina Jalovcová, Bryan Hymel                                  |
| 2007  | Der Silbersee                                                  | Weill                                                          | deutsch                                                        | 1933                                                           | Timothy Redmond                                                | Keith Warner                                                   | Jason Southgate                                                | Nigel Richards, Simon Gleeson, Anita Dobson, Paul Carey Jones    |
| 2008  | Tutti in maschera                                              | Pedrotti                                                       | italienisch                                                    | 1856                                                           | Leonardo Vordoni                                               | Rosetta Cucchi                                                 | Federico Bianchi/ Claudia Pernigotti                           |                                                                  |
| 2008  | Schneeflöckchen                                                | Rimski-Korsakow                                                | russisch                                                       | 1882                                                           | Dmitri Jurowski                                                | John Fulljames                                                 | Dick Bird                                                      | Natela Nicoli, Kateřina Jalovcová                                |
| 2008  | The Mines of Sulphur                                           | Bennett                                                        | englisch                                                       | 1965                                                           | Stewart Robertson                                              | Michael Barker-Caven                                           | Joe Vaněk                                                      | Krisztina Szabó                                                  |
| 2009  | Maria Padilla                                                  | Donizetti                                                      | italienisch                                                    | 1841                                                           | David Agler                                                    | Marco Gandini                                                  | Mauro Tinti                                                    |                                                                  |
| 2009  | The Ghosts of Versailles                                       | Corigliano                                                     | englisch                                                       | 1991                                                           | Michael Christie                                               | James Robinson                                                 | Allen Moyer/ James Schuette                                    | Krisztina Szabó                                                  |
| 2009  | Une éducation manquée                                          | Chabrier                                                       | französisch                                                    | 1879                                                           | Christopher Franklin                                           | Roberto Recchia                                                | Lorenzo Cutùli/ Claudia Pernigotti                             |                                                                  |
| 2009  | La cambiale di matrimonio                                      | Rossini                                                        | italienisch                                                    | 1810                                                           | Christopher Franklin                                           | Roberto Recchia                                                | Lorenzo Cutùli/ Claudia Pernigotti                             |                                                                  |
| 2010  | Virginia                                                       | Mercadante                                                     | italienisch                                                    | 1866                                                           | Carlos Izcaray                                                 | Kevin Newbury                                                  | Allen Moyer                                                    |                                                                  |
| 2010  | The Golden Ticket                                              | Ash                                                            | englisch                                                       | 2010                                                           | Timothy Redmond                                                | James Robinson                                                 | Bruno Schwengl / Martin Pakledinaz                             | Frank Kelley                                                     |
| 2010  | Hubiĉka                                                        | Smetana                                                        | tschechisch                                                    | 1876                                                           | Jaroslav Kyzlink                                               | Michael Gieleta                                                | James Macnamara / Fabio Toblini                                |                                                                  |
| 2011  | Maria                                                          | Statkowski                                                     | polnisch                                                       | 1906                                                           | Tomasz Tokarczyk                                               | Michael Gieleta                                                | James Macnamara / Fabio Toblini                                | Daria Masiero, Rafał Bartminski                                  |
| 2011  | Gianni di Parigi                                               | Donizetti                                                      | italienisch                                                    | 1839                                                           | Giacomo Sagripanti                                             | Federico Grazzini                                              | Tiziano Santi/Valeria Donata Betella                           | Edgardo Rocha, Zuzana Markova                                    |
| 2011  | La cour de Célimène                                            | Thomas                                                         | französisch                                                    | 1855                                                           | Carlos Izcaray                                                 | Stephen Barlow                                                 | Paul Edwards                                                   | Claudia Boyle, John Molloy                                       |
| 2012  | L’Arlesiana                                                    | Cilea                                                          | italienisch                                                    | 1897                                                           | David Angus                                                    | Rosetta Cucchi                                                 | Sarah Bacon, Claudia Pernigotti                                | Annunziata Vestri, Dimitry Golovnin                              |
| 2012  | Le roi malgré lui                                              | Chabrier                                                       | französisch                                                    | 1887                                                           | Jean-Luc Tingaud                                               | Thaddeus Strassberger                                          | Kevin Knight / Mattie Ulrich                                   | Luigi Boccia, Liam Bonner, Mathias Vidal                         |
| 2012  | A Village Romeo and Juliet                                     | Delius                                                         | englisch                                                       | 1907                                                           | Rory Macdonald                                                 | Stephen Medcalf                                                | Jamie Vartan                                                   | John Bellemer, Jessica Muirhead                                  |
| 2013  | Il cappello di paglia di Firenze                               | Rota                                                           | italienisch                                                    | 1955                                                           | Sergio Alapont                                                 | Andrea Cigni                                                   | Lorenze Cutùli                                                 | Fillipo Adami                                                    |
| 2013  | La Navarraise                                                  | Massenet                                                       | französisch                                                    | 1894                                                           | David Agler                                                    | Renaud Doucet                                                  | André Barbe                                                    | Nora Sourouzian, Philippe Do                                     |
| 2013  | Thérèse                                                        | Massenet                                                       | französisch                                                    | 1907                                                           | David Agler                                                    | Renaud Doucet                                                  | André Barbe                                                    | Nora Sourouzian, Philippe Do, Brian Mulligan                     |
| 2013  | Cristina, regina di Svezia                                     | Foroni                                                         | italienisch                                                    | 1849                                                           | Andrew Greenwood                                               | Stephen Medcalf                                                | Jamie Vartan                                                   | Helena Dix                                                       |

## Auszeichnung
- International Opera Award 2014, Wiederentdeckung des Jahres (für Foronis Cristina, regina di Svezia)